# کلیسای گئورگ مقدس (لیماسول)
کلیسای گئورگ مقدس (ارمنی: Սուրբ Գէորգ؛ انگلیسی: Sourp Kevork Church, Limassol) یک کلیسا (ساختمان) متعلق به کلیسای حواری ارمنی اسقف‌نشین قبرس می‌باشد که در نزدیکی مرکز شهر لیماسول، قبرس واقع شده‌است. ساخت و ساز این ساختمان در سال ۱۹۳۹ میلادی به پایان رسید. این بنا به سبک معماری ارمنی طراحی شده‌است.